# Pavel Gorenc
Pavel Gorenc (* 15. Juli 1991) ist ein ehemaliger slowenischer Straßenradrennfahrer.

## Sportlicher Werdegang
Pavel Gorenc wurde 2007 Etappenzweiter bei der ASVÖ-Radjugendtour. In der Saison 2009 gewann er in der Juniorenklasse jeweils eine Etappe bei Závod Míru und beim Giro della Lunigiana. Außerdem wurde er slowenischer Meister im Einzelzeitfahren und im Straßenrennen belegte er den dritten Platz. Von 2010 bis 2013 fuhr Gorenc für das slowenische UCI Continental Team Adria Mobil. Zählbare Erfolge gelangen ihm in dieser Zeit nicht, bestes Resultat war ein achter Platz beim Eintagesrennen Tour of Vojvodina im Jahr 2012.
Nach der Saison 2013 beendete Gorenc im Alter von 22 Jahren seine Karriere als Radrennfahrer.

## Erfolge
2009
- Slowenischer Meister – Einzelzeitfahren (Junioren)